# Parc national de Kep
Le parc national de Kep (Khmer: ឧទ្យានជាតិកែប) est un parc national situé dans la région de Kep au Cambodge.

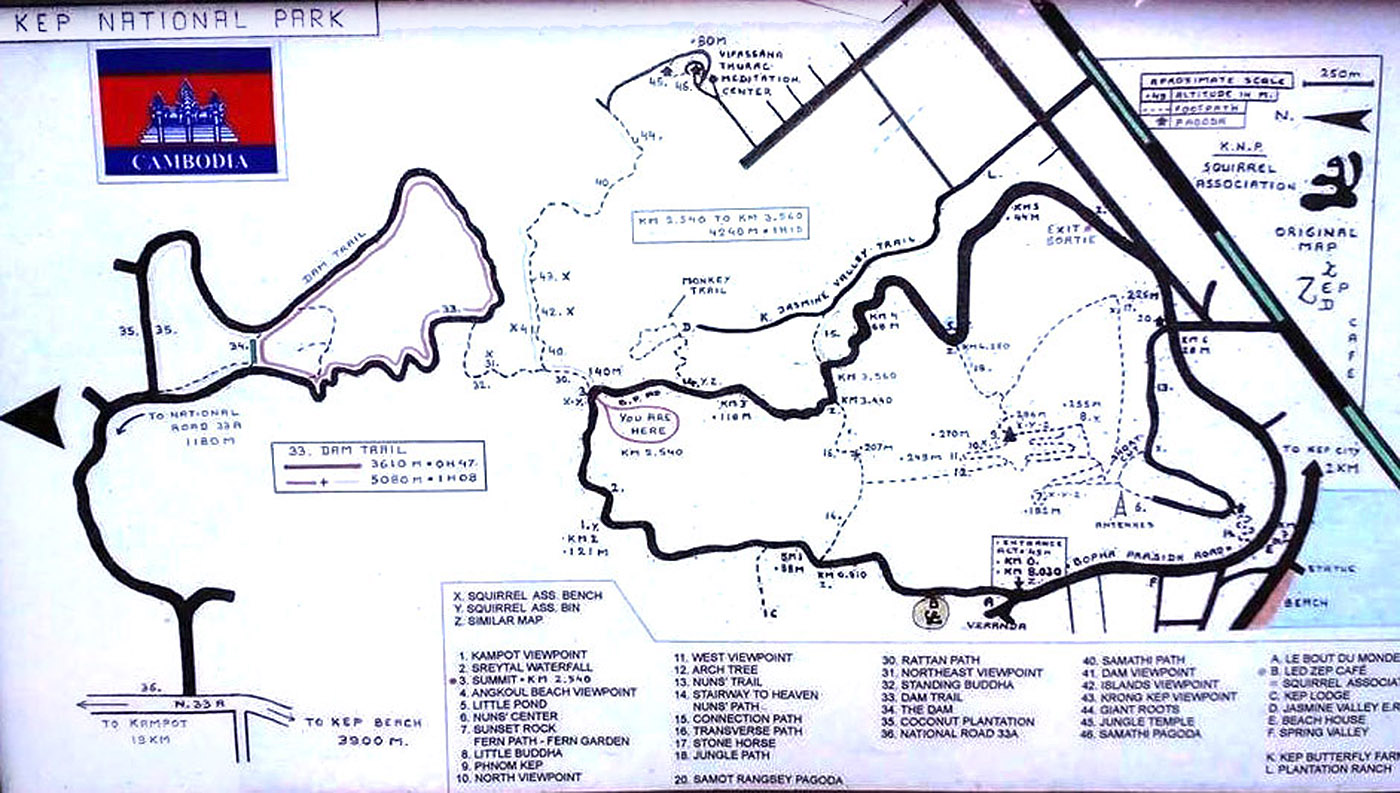
Carte du Parc national de Kep

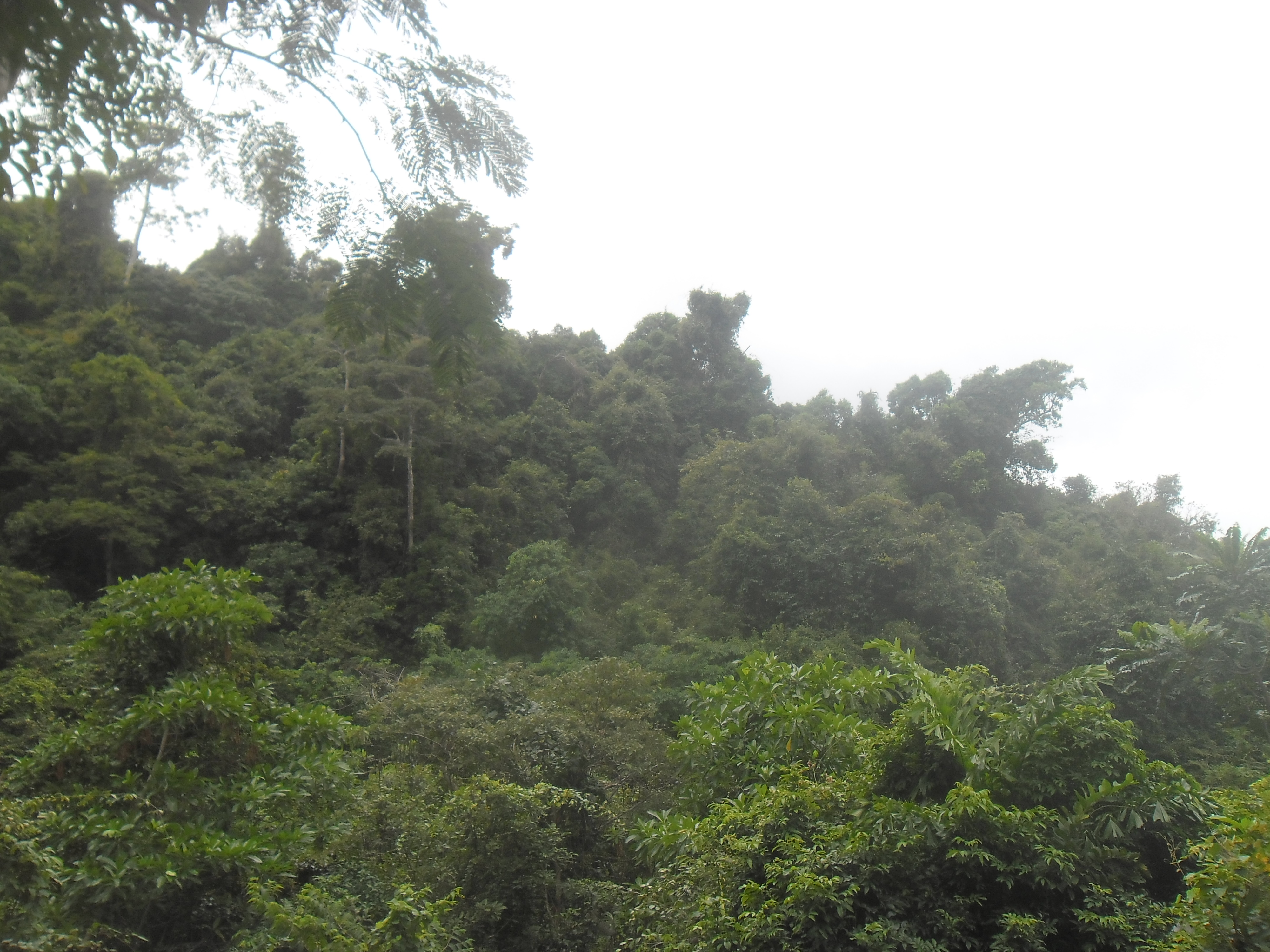
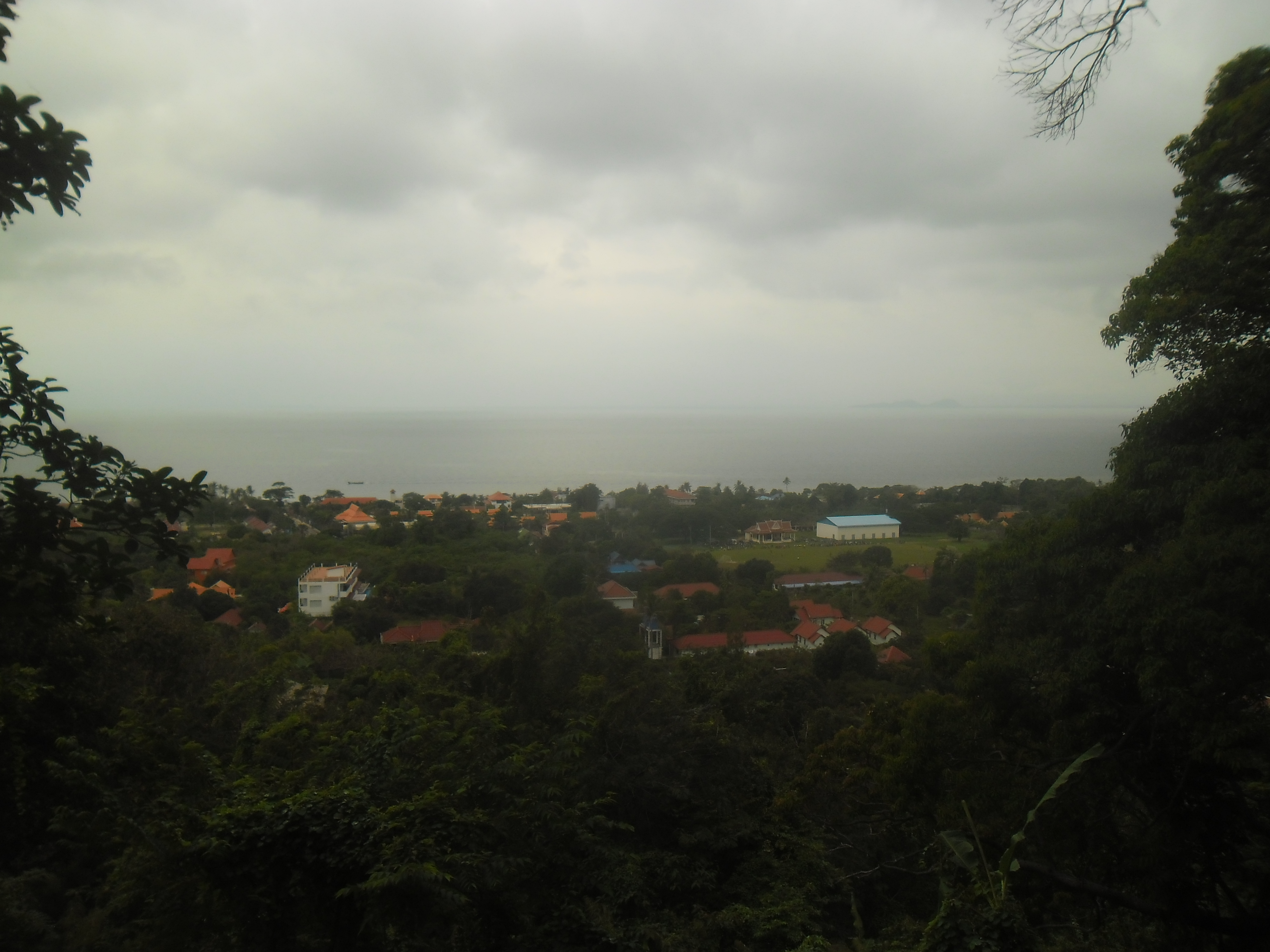
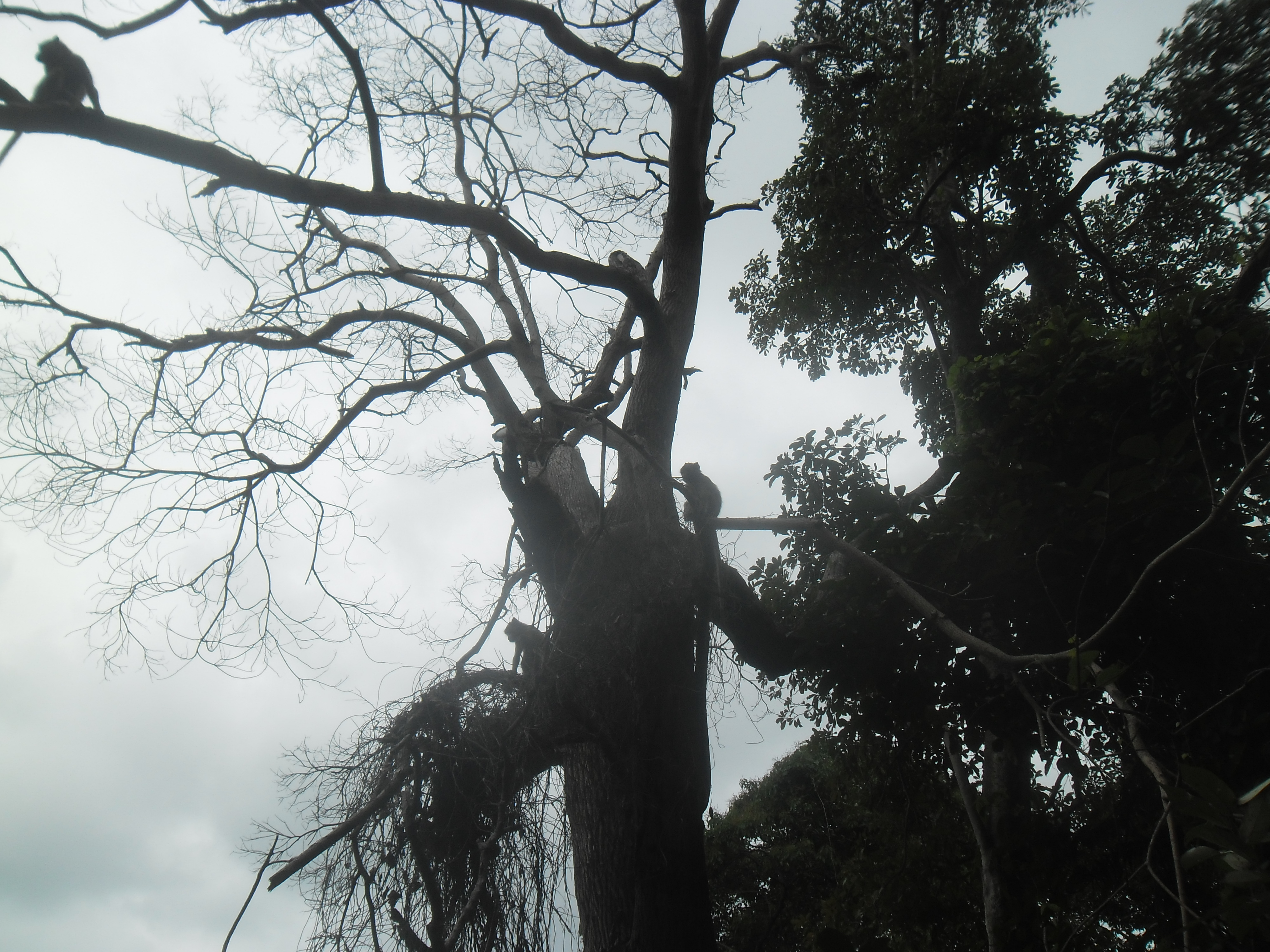
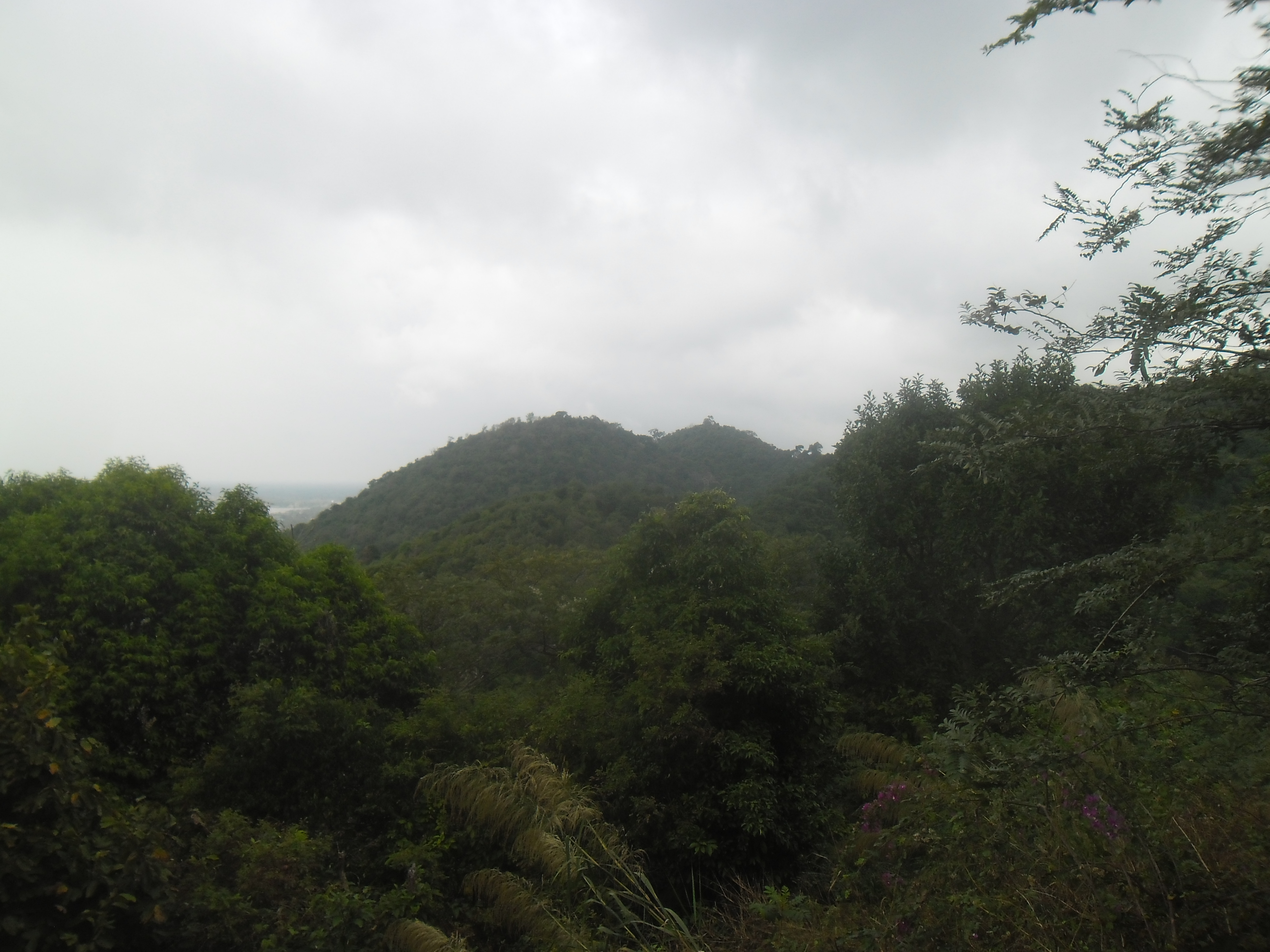
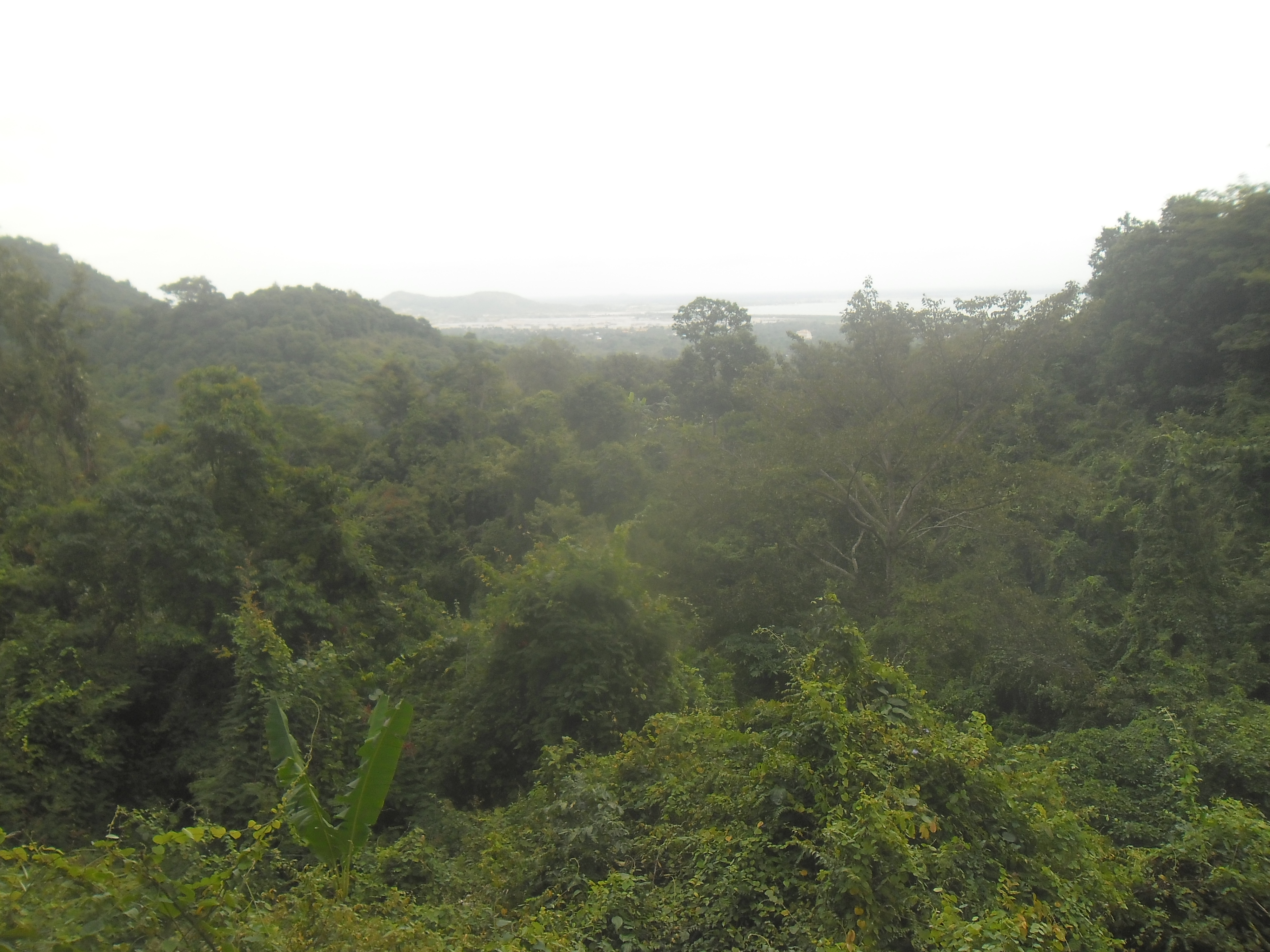